# سوران کردستانی
بهمن فریور شناخته‌شده با نام سوران کردستانی (۴ بهمن ۱۳۳۴ سنندج – ۳۰ فروردین ۱۳۹۲ تبریز) پژوهشگر، ایران‌شناس، نویسنده، تاریخ‌دان، و شاعر معاصر کرد ایرانی بود.

## زندگی
سوران کردستانی نویسنده، شاعر، محقق معاصر کرد در ۴ بهمن سال ۱۳۳۴ شمسی در سنندج به دنیا آمد. او از خاندان سادات و مشایخ مردوخی اورامان کردستان ایران و نواده دختری آیت‌الله شیخ محمد مردوخ کردستانی بود.
وی تحصیلات ابتدایی و متوسطه خویش را در شهرهای سنندج، کرمانشاه، مشهد، تهران، اردبیل، مهاباد و ارومیه پی گرفته و در سال ۱۳۵۵ شمسی/ ۱۹۷۵ میلادی از دبیرستان خوارزمی شماره ۳ (ارشاد) تهران، به اخذ دیپلم در رشته طبیعی نائل گردید و سپس مدرک دکترای پزشکی را از دانشگاه تهران اخذ نمود.

## فعالیت‌های فرهنگی
دکتر سوران کردستانی به موازات تحصیل در رشته پزشکی در دانشگاه تهران، تحقیقات فرهنگی خویش را در زمینه‌های (تاریخ، شناخت ادیان، زبان‌شناسی، و جامعه‌شناسی و فرهنگ اقوام و ملل خاورمیانه) آغاز نمود و پس از ۳۹ سال (از ۱۳۵۲ تا ۱۳۹۱ خورشیدی) تحقیق در زمینه‌های یادشده، بیش از یکصد اثر علمی/ فرهنگی تألیف، چاپ و منتشر نمود و قریب به ۱۰۰۰ مقاله تحقیقی به رشته تحریر درآورد و توسط وب‌گاه رکوردهای جهانی الخیرات به عنوان پرکارترین و فعال‌ترین محقق زبان و ادبیات و تاریخ کرد، نخستین نمایشگاه‌های کردستان‌شناسی برای اولین بار در تاریخ کُرد، برپایی نخستین کلاس‌های آموزش زبان کردی در ایران در سال‌های بعد از انقلاب در کردستان ایران، شناخته شد.
وی با زبان‌های انگلیسی، عربی، ترکی آذربایجانی، فارسی، زبانهای باستانی ایران (اوستایی و پهلوی) و دیگر زبان‌های زنده ایرانی (تاتی، تالشی، گیلکی و طبری) آشنا بود و با زبان مادریش کردی (با تمام لهجه‌ها و زیر لهجه‌ها) مأنوس بود. او در زمینه شناخت گیاهان شفابخش ایران و طب سنتی کردستان نیز مطالعات و تحقیقات مستمری داشت. وی ارتباطات بسیاری با شخصیت های سیاسی و علما و اندیشمندان داخلی و بین المللی داشت و همچنین با ناصر یمین مردوخی کردستانی علاوه بر نسبت خویشاوندی در بعضی از سمینارها و کنفرانس های بین المللی همکاری های وافری با هم به اجرا گذاشتند.

### برنامه‌های رادیویی
- نویسندگی یک مجموعه برنامه رادیویی، به زبان کردی به نام «ئاوینه‌ی ژیان»، برای صدا و سیمای مرکز مهاباد، ۱۳۶۸
- نویسندگی یک مجموعه برنامه رادیوییِ روزانه، به زبان کردی به نام «گه‌نجینه‌ی فه‌رهه‌نگ و ئه‌ده‌ب»، به مدت یک سال و در حجمی بالغ بر ۱۷۵ برنامه نیم ساعته، برای صدا و سیمای مرکز مهاباد، ۱۳۷۵
- نویسندگی وکارشناسی هفت مجموعه برنامه دینی و فرهنگی و ادبیِ رادیویی، به زبان کردی، در خلال سه سال (۱۳۷۴ الی ۱۳۷۷)، برای برنامه کردی فرستنده برون مرزی تهران
- نویسندگی وکارشناسی یک مجموعه برنامه یک ساعته، به زبان کردی به نام «جنگ نوروزی ۷۶»، برای برنامه کردی فرستنده برون مرزی تهران، نوروز ۱۳۷۶
- نویسندگی وکارشناسی یک مجموعه برنامه هفتگی رادیویی (جنگ ادبی ـ فرهنگی)، به زبان کردی به نام «که‌شکول»، برای رادیوی کردی فرستنده برون مرزی تهران، ۱۳۷۷

### برنامه‌های تلویزیونی
- ترجمه سریال تلویزیونی امیرکبیر، به زبان کردی، برای صدا و سیمای مرکز مهاباد، ۱۳۶۸
- تحقیق و نویسندگی یک فیلم مستند ۴۵ دقیقه‌ای تلویزیونی، به نام «از شیر مرغ تا جان آدمیزاد»، در زمینه بازارهای هفتگیِ سنتی منطقه کردنشین مکریان، به کارگردانی مرحوم علی بهرامی، برای صدا و سیمای مرکز مهاباد، ۱۳۷۴
- تحقیق و نویسندگی و تهیه یک فیلم مستند ۴۵ دقیقه‌ای تلویزیونی، به نام «مهر اهل بیت پیامبر (ص) در میان کردان»، برای صدا و سیمای مرکز مهاباد، تابستان ۱۳۷۵
- کار تحقیق یک مستند تلویزیونی در زمینه گیاهان دارویی کردستان، برای صدا و سیمای مرکز مهاباد، ۱۳۷۶
- کار تحقیق یک مستند تلویزیونی در زمینه جاذبه‌های سیاحتی منطقه کردنشین مکریان، برای صدا و سیمای مرکز مهاباد، ۱۳۷۶
- کار تحقیق یک فیلم مستند تلویزیونی در زمینه عشایر کرد ماکو، برای صدا و سیمای مرکز مهاباد، ۱۳۷۶
- کار تحقیق و نویسندگی و تهیه یک مجموعه مستند پانصد دقیقه‌ای تلویزیونی، به نام «ژیانی کورده‌واری»، در زمینه کردستان‌شناسی، برای شبکه استانی آذربایجان غربی و صدا و سیمای مرکز مهاباد، ۱۳۷۷

### فعالیت‌های نمایشگاهی
- نخستین نمایشگاه خصوصی ایرانشناسی ـ کردستان‌شناسی، سالن شهرداری مهاباد، به مناسبت هفته وحدت، مهاباد، ۱۳۷۲
- دومین نمایشگاه خصوصی ایران‌شناسی ـ کردستان‌شناسی، در محل موزه سنندج، ۱۳۷۲
- سومین نمایشگاه خصوصی ایران‌شناسی ـ کردستان‌شناسی، سالن شکوفه‌های سازمان تبلیغات اسلامی سنندج، ۱۳۷۳
- چهارمین نمایشگاه خصوصی ایران‌شناسی ـ کردستان‌شناسی، سالن نگارخانه ارشاد اسلامی سنندج، ۱۳۷۴
- پنجمین نمایشگاه خصوصی ایران‌شناسی ـ کردستان‌شناسی، سالن شهرداری مهاباد، ۱۳۷۴
- ششمین نمایشگاه خصوصی ایران‌شناسی ـ کردستان‌شناسی، سالن تربیت بدنی سردشت، به مناسبت دهه فجر، ۱۳۷۴
- هفتمین نمایشگاه خصوصی ایران‌شناسی ـ کردستان‌شناسی، سالن شهرداری مهاباد، ۱۳۷۵
- هشتمین نمایشگاه خصوصی ایران‌شناسی ـ کردستان‌شناسی، طبقه تحتانی پاساژ عباسی بوکان، خرداد ۱۳۷۵
- نهمین نمایشگاه خصوصی ایران‌شناسی ـ کردستان‌شناسی، سالن شهرداری مهاباد، ۱۳۷۶

### کلاس‌های کردی
تدریس خصوصی زبان و ادبیات کردی برای نخستین بار در ایران (پس از انقلاب)، در دو مقطع زمانی: 
- ارومیه، ۱۳۷۱، با برگزاری مراسم افتتاحیه در دانشگاه ارومیه و راه‌اندازی کلاسها و تدریس به مدت دو ترم در محل انتشارات صلاح‌الدین ایوبی
- سنندج، ۱۳۷۳، به‌طور خصوصی و در محل دفتر مشاور فرهنگی استاندار کردستان واقع در روبروی استانداری، به مدت دو ترم و نیز اعطای گواهی شرکت در کلاسها به زبان‌آموزان

## آثار
لیست کامل آثار چاپ نشده اینجا بایگانی‌شده  در ۹ مارس ۲۰۱۶ توسط Wayback Machine
کتاب‌ها و مقالات منتشر شده به کردی و فارسی :
- ریزمان: پیرامون دستور زبان کردی، تهران: انتشارات عطایی، ۱۳۵۹
- تقویم سوران (به کردی: روژمیری سوران): نخستین تقویم جیبی رنگی سه زبانه کردی، فارسی و عربی، تهران: ۱۳۶۳
- کردی بیاموزیم (به کردی: کوردی فیر بین)،بانه: انتشارات ناجی، ۱۳۶۵
- اکسیر زیبایی: بهداشت پوست و مو از دیدگاه طب جدید و طب سنتی و گیاه درمانی علمی، بانه: انتشارات ناجی، ۱۳۶۵[۲]
- رساله‌ی عشق: شرح ادبی ـ عرفانی دیوان شعری سید عبدالرحیم مولوی کرد به زبان کردی، ارومیه: انتشارات صلاح‌الدین ایوبی، ۱۳۷۰
- چه‌پکی نه‌رگس: ده‌سته‌شیعر بو مندالان/ اشعار کودکانه، سنندج: ۱۳۷۴
- دوو رشته یاقووت و مه‌رجان: هزار نام کردی برای دختران و پسران، سنندج: ۱۳۷۴
- خوا یارت بو: شرح منظومه‌ای در عقاید اسلامی به زبان کردی، اثر مرحوم ملا عبدالله دشی مفتی کردستان، سنندج: ۱۳۷۴
- روله بزانی: شرح منظومه‌ای در عقاید اسلامی به زبان کردی، اثر مرحوم ملا خضر رواری (رودباری)، سنندج: ۱۳۷۴
- آموزش مقدماتی زبان کردی، ارومیه: ۱۳۷۰
- کوردی فیر بین: بو پولی یه‌که‌م (برای کلاس اول)، سنندج: ۱۳۷۳
- کوردی فیر بین: بو پولی دووه‌م (برای کلاس دوم)، سنندج: ۱۳۷۳
- منظومه کردی شاهو گیان سلاو (به فارسی: سلام بر شاهو)، سنندج: ۱۳۷۴
- ژینه‌ژان (به فارسی: رنج زندگی): اتوبیوگرافی سوران کردستانی به زبان کردی همراه با چند قطعه از اشعار وی، سنندج: ۱۳۷۴
- قباله‌های کهن اورامان: کهنترین اسناد مکشوفه زبان کردی باستان، با مقدمه‌ای دربارهٔ پژوهشهای اورامان‌شناسی و کردستان‌شناسی و ایران شناسی.
- کردی هنر است، کردی شکر است: چاپ هفتم، ۱۱ دی ماه ۱۳۷۸
- طرح لتعارفوا (نظریه شناخت تکاملی و متقابل فرهنگها)، نقدی بر تئوری پایان تاریخ فرانسیس فوکویاما و برخورد تمدنهای ساموئل هانتینگتون، سنندج: ۱۱ دی ماه ۱۳۷۸
- مصاحبه با سوران کردستانی: زمستان ۱۳۷۸
- ضرورت احیاء و اشاعه زبان و فرهنگ ملی و قومی: همراه با تاریخچه‌ای از کوششهای خدمتگزاران فرهنگ و زبان و ادبیات کردی در کردستان ایران: زمستان ۱۳۷۸

مقالات منتشر شده به زبان فارسی در مجلات و روزنامه‌های ایران :
- کردی هنر است، کردی شکر است، نشریه امانت آذربایجان غربی
- ضرورت احیاء و اشاعه زبان و فرهنگ و ادب قومی و تاریخچه‌ای از کوششهای خدمتگزاران فرهنگ و زبان و ادب کردستان ایران در این زمینه: مجلهٔ کردی آوینه، شماره ۴۵–۴۸، سال ۱۳۷۸
- تفاهم و مفاهمه تمدنها: روزنامه همشهری شماره ۲۰۳۷، ششم بهمن ۱۳۷۸
- شناخت تکاملی و تقابل تمدنها: روزنامه همشهری شماره ۲۰۳۸، هفتم بهمن ۱۳۷۸
- ضرورت پژوهش در فرهنگهای قومی: روزنامه همشهری شماره ۲۱۲۱، بیست و نهم اردیبهشت ۱۳۷۹
- هویت فرهنگی قوم کرد: روزنامه همشهری شماره ۲۰۴۰، بیست و چهارم خرداد ۱۳۷۹
- حقوق فرهنگی اقوام: روزنامه همشهری شماره ۲۱۴۱، بیست و پنجم خرداد ۱۳۷۹
- قباله‌های کهن اورامان بخش اول: روزنامه همشهری شماره ۲۱۸۹، بیستم مرداد ۱۳۷۹
- قباله‌های کهن اورامان بخش دوم: روزنامه همشهری شماره ۲۱۹۰، بیست و یکم مرداد ۱۳۷۹
- اکوتوریسم و جاذبه‌های نیمرخ شمالی البرز و نگاهی به پیشینه و تحول گردشگری در ایران: روزنامه همشهری شماره ۲۲۴۲، بیست و سوم مهر ۱۳۷۹
- توسعه اکوتوریسم، گذر طبیعت از تخریب به ثروت: روزنامه همشهری شماره ۲۲۴۳، بیست و چهارم مهر ۱۳۷۹
- نمونه کهنترین مسجدهای اسلامی: نگاهی به ویژگیهای معماری یادمانهای اسلامی کردستان، همشهری شماره ۲۳۳۵، بهمن ۱۳۷۹
- معماری ساده مسجدهای عبداللهی کردستان: روزنامه همشهری شماره ۲۳۳۷، بیستم بهمن ۱۳۷۹
- بحران هویت و استحاله فرهنگی: روزنامه همبستگی، سال دوم، شماره ۱۴۸، یکشنبه دوم اردیبهشت ۱۳۸۰
- حقوق بشر و حقوق فرهنگی: روزنامه همبستگی، سال دوم، شماره ۱۵۱، چهارشنبه پنجم اردیبهشت ۱۳۸۰
- توسعه فرهنگی پیشنیاز توسعه علمی: روزنامه همشهری شماره ۲۳۹۳، پنجشنبه سیزدهم اردیبهشت ۱۳۸۰
- معنویت دین، محور نزدیکی مذاهب اسلامی است: مجله گلستان قرآن، دوره جدید، شماره ۶۷، ص ۱۷٫
- پژوهشی دربارهٔ قرابت زبانهای کردی و تالشی، فصلنامه فرهنگ گیلان ویژه همایش فرهنگی استان گیلان، سال سوم، شماره‌های ۹ و ۱۰، بهار و تابستان ۱۳۸۰، صص ۶۸–۷۵٫
- نوروز و گفتگوی فرهنگها: روزنامه همشهری، شنبه ۲۵ اسفند ۱۳۸۰، ص ۶٫
- نوروز در عصر جهانی شدن: روزنامه همشهری، یکشنبه ۲۶ اسفند ۱۳۸۰، صفحه ۶٫
- سهروردی، جهانی شدن، معنویت: جایگاه و اهمیت اندیشه‌های شیخ اشراق در جهان معاصر، روزنامه همشهری، چهارشنبه ۲ مرداد ۱۳۸۱، ص ۶، ستون اندیشه
- نقدی بر سخنرانی آقای عطاءالله مهاجرانی رئیس مرکز بین‌المللی مرکز گفتگوی تمدنها در نخستین جلسه هم‌اندیشی علمی زبان کردی در تهران: مجله تبیان، شماره‌های ۵۳ و ۵۴ و ۵۵، آذر و دی و بهمن ۱۳۸۱، صفحات ۵۴ تا ۶۱٫
- سیر تحول تأویل در تاریخ کلام اسلامی: روزنامه همشهری، ۴ آذر ۱۳۸۳، ص ۹٫
- سامانه‌های تأویل، سیر تحول تأویل در تاریخ کلام اسلامی: روزنامه همشهری، پنجشنبه ۵ آذر ۱۳۸۳، ص ۹٫
- نظام تکاملی هویت در اسلام بسترساز تحقق امنیت اجتماعی: فصلنامه تخصصی کاربردی امنیت اجتماعی، شماره اول، بهار ۱۳۸۴، ناشر انتشارات آشنایی تهران
- ملاحظات انسانی و اجتماعی در متن وقفنامه‌های کردستان، مجله میراث ماندگار، سازمان اوقاف کشور

مقالات منتشر شده‌ای که به کنفرانسهای بین‌المللی و همایشهای کشوری ارائه گردیده است :
- سامانه گردشگری و جهانگردی و وظایف سازمانهای دولتی و خصوصی در جذب گردشگران و جهانگردان. ارائه شده به نخستین همایش ملی شناخت کویر لوت، کرمان، دی ۱۳۷۸
- شناخت فیزیوپاتولژی سامانه توریسم و بررسی موانع و مشکلات گردشگری در استان اردبیل. ارائه شده به اولین همایش سراسری شناخت زمینه‌های توسعه استان اردبیل، هفتم و هشتم تیرماه ۱۳۷۹
- ضرورت خروج از بحران هویت اقوام ایرانی و به ویژه قوم کرد به منظور کنترل یکی از محورهای مهم موازنه روند مهاجرت ایرانیان به خارج از کشور. ارائه شده به نخستین همایش بین‌المللی بررسی و شناخت ایرانیان مقیم خارج از کشور (گفتمان ایرانیان)، سازمان فرهنگ و ارتباطات اسلامی، اداره کل فرهنگی ایرانیان خارج از کشور، تهران، ۲۳–۲۲ تیر ۱۳۷۹
- بحران تاریخی هویت سیاسی ـ اجتماعی کردان ایران. ارائه شده به دومین همایش طرح مسائل اجتماعی ایران، انجمن جامعه‌شناسی ایران و دفتر امور اجتماعی وزارت کشور، تهران، خرداد ۱۳۷۹
- جنگل و توسعه اکوتوریسم با حفظ فرهنگ و محیط زیست. ارائه شده به همایش ملی مدیریت جنگلهای شمال و توسعه پایدار، سازمان جنگلها و مراتع کشور، گیلان، رشت، شهریور ۱۳۷۹
- نقش متقابل استاندارد و ارتقاء فرهنگ. ارائه شده به نخستین کنفرانس توسعه و ترویج استاندارد، مؤسسه استاندارد و تحقیقات صنعتی ایران، تهران مهر ماه ۱۳۷۹
- نقش و تأثیر فضا در دستیابی به توسعه روابط فرهنگی و اجتماعی و اقتصادی و سیاسی در عرصه گفتگوی تمدنها. ارائه شده به فراخوان مقاله به مناسبت هفته فضا (۱۳–۱۹ مهرماه ۱۳۷۹ شمسی/ ۴–۱۰ اکتبر ۲۰۰۰ میلاد.
- احراز حقوق فرهنگی ملیتها و اقوام پیش‌فرض توسعه تکاملی انسانی. ارائه شده به نخستین همایش مفاهیم و شاخصهای توسعه انسانی، دفتر برنامه‌ریزی عمران سازمان ملل متحد (UNDP)/ معاونت پژوهشی دانشگاه علامه طباطبایی، تهران، ۲۴ و ۲۵ آبان ۱۳۷۹
- موضع و نقش کمیته نهضت ملی کردستان در صعود رضاخان سردار سپه به سلطنت. ارائه شده به همایش بین‌المللی بررسی ابعاد گوناگون کودتای سوم اسفند و صعود رضاخان به سلطنت، مؤسسه مطالعات تاریخ معاصر ایران، تهران، ۳ اسفند ۱۳۷۹
- پژوهشی پیرامون خویشاوندی زبانهای گیلکی و تالشی با زبان کردی. ارائه شده به همایش فرهنگی استان گیلان، شورای پژوهشی اداره کلّ فرهنگ و ارشاد اسلامی استان گیلان، رشت، بهار ۱۳۸۰
- نوروز، گفتگوی فرهنگها و جهانی شدن. ارائه شده به همایش بین‌المللی نوروز و گفتگوی تمدنها، پژوهشکده مردمشناسی سازمان میراث فرهنگی کشور، استان کرمان، ارگ بم، نوروز ۱۳۸۰ شمسی/ ۲۰۰۱ میلادی.
- آموزشهای همگانی، پارادایمی فعِال‌کننده و جهش‌دهنده در راستای توسعه و نهادینه‌سازی فرهنگ استاندارد. ارائه شده به دومین همایش سراسری ترویج و توسعه استاندارد، مؤسسه استاندارد و تحقیقات صنعتی ایران، تهران، یکم بهمن ۱۳۸۰
- توسعه فرهنگی ـ علمی، اساسیترین راه مبارزه با پدیده خرافه‌گرایی: ارائه شده به سیزدهمین گفتمان علمی ـ تحقیقی مذاهب اسلامی، دفتر نمایندگی اهل سنت بلوچستان، چابهار، بهمن ماه ۱۳۸۰
- جلوه‌های مهر و مودت پیامبر اسلام (ص) در آثار خوشنویسان شافعی مذهب کردستان ایران: ارائه شده به همایش بین‌المللی خوشنویسی جهان اسلام، فرهنگستان هنر ایران، ۱۱ مهر تا ۳ آبان ۱۳۸۱، تهران.
- اسلام از تأویل گرایی تا هرمنوتیک: ارائه شده به پانزدهمین کنفرانس بین‌المللی وحدت اسلامی، تهران، ۸ تا ۱۰ خرداد ۱۳۸۱
- نظام تکاملی هویت در اسلام، بسترساز تعامل بین اقوام و مذاهب: ارائه شده به سمینار تعامل اقوام و مذاهب در مطبوعات محلی، ارومیه، تابستان ۱۳۸۵
- ضرورت حیاتی تمرکززدایی از ساختار سیاسی، اقتصادی، اجتماعی و فرهنگی کلانشهر تهران: ارائه شده به فراخوان شهرداری تهران، اردیبهشت ۱۳۸۰ شمسی.
- زمینه‌ها و مشترکات نهضت جنگل به رهبری میرزا کوچک خان و نهضت آزادی‌خواهی کردان به رهبری قاضی محمد، ارائه شده به همایش نهضت جنگل. شورای اسلامی شهر رشت، ۱۶ و ۱۷ مهر ۱۳۸۱٫

عناوین مقالات منتشر شده به زبان کردی :
- هه‌ورامان سه‌رزه‌وینی نه‌ناسراو (اورامان سرزمین ناشناخته): بخش اول، مجله کردی سروه، شماره ۵۳٫
- هه‌ورامان سه‌رزه‌وینی نه‌ناسراو (اورامان سرزمین ناشناخته): بخش دوم، مجله کردی سروه، شماره ۵۴٫
- هه‌ورامان سه‌رزه‌وینی نه‌ناسراو (اورامان سرزمین ناشناخته): بخش سوم، مجله کردی سروه، شماره ۵۵٫
- هه‌ورامان سه‌رزه‌وینی نه‌ناسراو (اورامان سرزمین ناشناخته): بخش چهارم، مجله کردی سروه، شماره ۵۶٫
- هه‌ورامان سه‌رزه‌وینی نه‌ناسراو (اورامان سرزمین ناشناخته): بخش پنجم، مجله کردی سروه، شماره ۵۷٫
- هه‌ورامان سه‌رزه‌وینی نه‌ناسراو (اورامان سرزمین ناشناخته): بخش ششم، مجله کردی سروه، شماره ۵۸٫
- قه‌واله کونه‌کانی هه‌ورامان (قباله‌های کهن اورامان): بخش اول، مجله کردی سروه، شماره ۶۸٫
- قه‌واله کونه‌کانی هه‌ورامان (قباله‌های کهن اورامان): بخش دوم، مجله کردی سروه، شماره ۶۹٫
- قه‌واله کونه‌کانی هه‌ورامان (قباله‌های کهن اورامان): بخش سوم، مجله کردی سروه، شماره ۷۰٫
- قه‌واله کونه‌کانی هه‌ورامان (قباله‌های کهن اورامان): بخش چهارم، مجله کردی سروه، شماره ۷۱٫
- قه‌واله کونه‌کانی هه‌ورامان (قباله‌های کهن اورامان): بخش پنجم، مجله کردی سروه، شماره ۷۲٫
- هه‌ورامان ته‌خت (اورامان تخت): مجله کردی سروه، شماره ۶۷٫
- کوسه‌ی هه‌جیج (کوسه هجیج): مجله کردی سروه، شماره ۶۸٫
- که‌شفی کونترین زاراووکی زیندووی زوانی کوردی: کشف کهنترین گویش زنده زبان کردی، مجله کردی سروه، شماره ۶۵٫
- شیوه‌ی ئه‌ده‌بیی زوانی کوردی (شیوه ادبی زبان کردی): مجله کردی به‌ربانگ.
- شاعیری عارفی کورد مه‌ولانا مه‌وله‌ویی تاوه‌گوزی (شاعر عارف کردی مولانا مولوی تایجوزی): مجله کردی سروه، شماره ۷۶٫
- چاک و پیره‌کانی کوردستان (صلحاء و پیران و شخصیتهای مذهبی کردستان): مجله کردی سروه، شماره ۷۹٫
- جلی کوردی (لباس کردی): مجله کردی سروه، شماره‌های ۶۷، ۷۰، ۷۱٫
- پیشه‌کی‌یه‌که‌ی گولستانی سه‌عدی به کوردی (مقدمه گلستان سعدی به کردی): مجله کردی آوینه
- ئازه‌ری زاراووکیکی کوردیی کونه (آذری گویشی از زبان کردی کهن است): مجله کردی سروه، شماره ۷۷٫
- چه‌ن زانیاری‌ییک له‌باره‌ی زاووکی نایینی و شاری نایین (دربارهٔ گویشی نایینی و شهر نایین): مجله کردی سروه، شماره ۸۲٫
- کوردی فیر بین (کردی بیاموزیم): مجله کردی گرشهٔ کوردستان
- چیروکی مریه‌می زه‌رد و سووری: قصه‌ای فولکلوری به زبان کردی سنندجی، مجله کردی آوینه، شماره ۳۸٫